# Чертков Микола Дмитрович
Микола Дмитрович Чертков (18 (29) червня 1794 — 14 (26) жовтня 1852) — генерал-лейтенант. Засновник Воронезького кадетського корпусу.

## Біографія
Походив із роду Черткових. Народився 18 (29) червня 1794 року у родині Воронезького губернського предводителя дворянства Дмитра Васильовича Черткова.
Вступивши на військову службу в 1813 році, Микола Чертков взяв участь у закордонних походах російської армії. Деякий час був ад'ютантом при І. Ф. Паскевичу; п'ять військових компаній принесли йому чин генерал-майора. Серед його нагород — орден Св. Володимира ІІІ ступеня, отриманий під час перебування командиром Тверського драгунського полку.
У 1834 році воронезьке дворянство звернулося з клопотанням про відкриття у Воронежі кадетського корпусу, проте клопотання було відхилено через недостатню кількість зібраних коштів. М. Д. Чертков, який у цей час завершував військову службу, визнаючи корисним той факт, щоб дворянські діти віддавали перевагу військовій службі перед цивільною, і бажаючи надати допомогу справі військової освіти дворян, пожертвував у 1836 році 1,5 мільйона рублів асигнаціями та 1000 душ на будівництво у Воронежі кадетського корпусу. У клопотанні на ім'я Царя він просив, щоб кадетський корпус не був названий його ім'ям, а отримав назву «Михайлівського», на честь головного начальника військово-навчальних закладів Великого Князя Михайла Павловича, не бажаючи зі скромності, «щоб ім'я його стало нарівні з великими іменами імператорів Петра, Павла та Олександра».
Урочисте закладання головної будівлі відбулося 14 сентября 1837 року; 16 августа 1844 року було затверджено положення про «Михайлівський Воронезький кадетський корпус».
За свою щедрість М. Д. Чертков нагороджений орденом Св. Володимира ІІ ступеня; призначений перебувати при головному начальнику Військово-навчальних закладів та отримав почесну посаду піклувальника корпусу. На честь нього було вибито почесну медаль. Згодом Чертков отримав чин генерал-лейтенанта та орден Св. Анни І ступеня.
Помер неодруженим 14 (26) листопада 1852 року. Похований біля порога Святодухівської церкви в Олександро-Невській лаврі.